# Stavsjöbruk (ort)
Stavsjöbruk är en småort i Kila socken i sydvästra delarna av Nyköpings kommun i Södermanlands län. Den är belägen vid sjön Stavsjön, ungefär 3,5 mil rakt västerut från Nyköping, strax söder om E4:an. Geografiskt befinner sig Stavsjöbruk närmare Norrköping än Nyköping, med ett avstånd på cirka 25 kilometer. Ungefär fem kilometer västerut befinner sig Krokek och orten gränsar emot Kolmården och har gränsen till Östergötlands län inom ett par kilometer.
Stavsjöbruk har som namnet antyder en industriell bakgrund med en brukskaraktär likt närliggande Virå.